# Edgar Mitchell
Edgar Dean Mitchell (n. 17 septembrie 1930, Hereford, Texas - d. 4 februarie 2016, Lake Worth, Florida) a fost un astronaut american, membru al echipajului spațial Apollo 14, al șaselea om care a pășit pe suprafața Lunii.

## Opinii privind OZN-urile
Mitchell și-a exprimat public opiniile sale potrivit cărora este "90% sigur că multe dintre miile de obiecte zburătoare neidentificate sau OZN-uri, înregistrate din anii 1940, aparțin unor vizitatori de pe alte planete" și că OZN-urile au fost "subiectul dezinformării" pentru a devia atenția și de a crea confuzie, astfel încât adevărul să nu iasă la iveală.